# Lijst van beelden in Hollands Kroon
Dit is een (onvolledige) chronologische lijst van beelden in Hollands Kroon. Onder een beeld wordt hier verstaan elk driedimensionaal kunstwerk in de openbare ruimte van de Nederlandse gemeente Hollands Kroon, waarbij beeld wordt gebruikt als verzamelbegrip voor sculpturen, standbeelden, installaties, gedenktekens en overige beeldhouwwerken.
Voor een volledig overzicht van de beschikbare afbeeldingen zie de categorie Beelden in Hollands Kroon op Wikimedia Commons.
| Geplaatst | Omschrijving                                                  | Kunstenaar                 | Straat                              | Plaats         | Materiaal          | Afbeelding        |
| --------- | ------------------------------------------------------------- | -------------------------- | ----------------------------------- | -------------- | ------------------ | ----------------- |
| 1940      | Dijkwerkers                                                   | Hildo Krop                 | Afsluitdijk                         | Wieringen      | Bronzen reliëf     |                   |
| 1942      | De Maaier                                                     | Theo van Reijn             | Ir. Smedingplein                    | Wieringerwerf  | Steen              | meer afbeeldingen |
| 1946      | Oorlogsmonument                                               | Albert Termote             | Terppad/Prof. Granpré Molierestraat | Wieringerwerf  | Steen              |                   |
| 1954      | Standbeeld van Cornelis Lely                                  | Mari Andriessen            | Afsluitdijk                         | Wieringen      | brons              |                   |
| ca.1980   | Afscheid Viking echtpaar (Vikingboot)                         | Hans Blank                 | Havenweg 1, bij museum              | Den Oever      |                    |                   |
| 1982      | Dijkwerker                                                    | Ineke van Dijk             | Afsluitdijk                         | Wieringen      | brons              |                   |
| 1985      | Fabeldieren                                                   | Theo Mulder                | Kerkplein                           | Hippolytushoef | natuursteen        |                   |
| 1989      | Monument Joodse Werkdorp Nieuwesluis                          |                            | bij gemeenschapsgebouw              | Slootdorp      | steen              |                   |
| 2004      | Moedermavomonument gewijd aan oprichter in 1975 Anton Remmers |                            | Brugstraat                          | Middenmeer     |                    |                   |
| 2005      | Vissersmonument                                               | Hans Blank                 | Havenkade                           | Den Oever      | brons              |                   |
| 2005      | Pioniers op weg                                               | Rob Houdijk                | bij de Nederlands Hervormde Kerk    | Slootdorp      | brons              |                   |
| 2010      | De ontmoeting                                                 | Guusje Kaayk en Coen Kaayk |                                     | Anna Paulowna  | staal en polyester |                   |
| 2012      | Ganzenrij                                                     | Theo Mulder                | Hoofdstraat                         | Hippolytushoef | brons              |                   |
| onbekend  | Zonder titel                                                  | onbekend                   | Havenweg/Oeverdijk                  | Den Oever      | steen              |                   |
| onbekend  | Zonder titel                                                  | onbekend                   |                                     | Hippolytushoef | steen              |                   |
| onbekend  | Madonna met kind                                              | onbekend                   | Paadje 22                           | Nieuwe Niedorp | steen              |                   |
| onbekend  | Boeddha                                                       | onbekend                   | Oude Provinciale weg (N239)         | Nieuwe Niedorp | steen              |                   |